# Age of Empires III: The WarChiefs
Age of Empires III: The WarChiefs est la première extension officielle du jeu vidéo de stratégie temps réel Age of Empires III. Développée par Ensemble Studios, elle est publiée sur PC par Microsoft Game Studios le 17 octobre 2006 aux États-Unis et le 20 octobre 2006 en Europe. Celle-ci introduit de nouvelles cartes, une nouvelle campagne ainsi que trois nouvelles civilisations - la Confédération Iroquoise, les Aztèques et les Sioux - pouvant obtenir différents types de bonus en faisant danser leurs villageois autour d'un feu de camp. Elle introduit également un nouvel âge pour les civilisations européennes, l'âge de la Révolution, dans lequel l’économie est abandonnée mais qui donne accès à des unités puissantes depuis une nouvelle métropole.
Cette extension sera suivie d'une deuxième, appelée Age of Empires III: The Asian Dynasties. Elle sera publiée le 23 octobre 2007 aux États-Unis et le 2 novembre 2007 en Europe.

## Trame
Les campagnes de The WarChiefs suivent les aventures de la famille Black. Dans la première campagne, le joueur suit ainsi Nathaniel Black, le père d'Amélia Black, dans ses combats du côté des Iroquois pendant la Guerre d'indépendance américaine. De son côté, la deuxième campagne suit le fils d'Amélia Black, Chayton, et relate les événements des guerres indiennes après la guerre de Sécession, cette fois aux côtés des Sioux.

## Système de jeu
The WarChiefs introduit deux nouvelles campagnes relatant la guerre d'indépendance et les guerres indiennes ayant suivi la guerre de Sécession. L'extension introduit huit nouvelles cartes, à savoir : l'Araucanie, les Andes, la Californie, l'Orénoque, le Painted Desert (Arizona), les Territoires du Nord-Ouest (Oregon, Washington, Colombie-Britannique), les Ozarks et Plymouth.
The WarChiefs introduit également trois nouvelles civilisations - la Confédération Iroquoise, les Aztèques et les Sioux - disposant d'unités et de caractéristiques qui leur sont propres. Si la civilisation Iroquoise est assez classique et dispose d'un bon mélange d'infanterie, de cavalerie et de machines de siège, les Sioux se révèlent particuliers à prendre en main. Ils n'ont en effet pas besoin de construire d'habitation et disposent d'une cavalerie très efficace mais n'ont ni armes de siège, ni murs défensifs. De leur côté, les Aztèques n'ont accès ni à la cavalerie ni aux armes à feu mais disposent en revanche d'unités particulièrement puissantes comme les chevaliers crâne. Les trois nouvelles civilisations ont de plus la possibilité d'obtenir différents avantages en faisant danser des villageois autour d'un feu de camp. Ces danses ne peuvent procurer qu'un bonus à la fois et leur efficacité augmente avec le nombre de villageois assignés à celles-ci. Leurs chefs de guerre sont également plus importants que ceux des autres factions grâce à des pouvoirs spécifiques qui leur permettent entre autres de dompter les gardiens de trésor ou d'invoquer des animaux sauvages. Enfin, certaines de leurs unités peuvent également se rendre invisible.
Du côté des factions du jeu original, de nouvelles unités - comme les ninjas ou les espions - et de nouveaux bâtiments - comme le saloon - font également leur apparition. Les civilisations européennes se voient également dotées d'un nouvel âge - l'âge de la révolution, remplaçant l'âge impérial - dans lequel elles cessent l'exploitation des ressources pour se concentrer sur la guerre. Leurs villageois se changent alors en miliciens armés et elles obtiennent de nouvelles armes de guerre comme la mitrailleuse Gatling ou le cuirassé.

## Éditions
The WarChiefs est publié sur PC par Microsoft Game Studios le 17 octobre 2006 aux États-Unis et le 20 octobre 2006 en Europe.
L'extension est également incluse avec le jeu original dans Age of Empires III Gold Edition qui est publié par Microsoft le 23 octobre 2007.

## Accueil
| Age of Empires III: The WarChiefs |      |        |
| Média                             | Pays | Notes  |
| 1UP.com                           | US   | A      |
| Eurogamer                         | US   | 60 %   |
| Gamekult                          | FR   | 70 %   |
| GameSpot                          | US   | 78 %   |
| IGN                               | US   | 82 %   |
| Jeuxvideo.com                     | FR   | 75 %   |
| Joystick                          | FR   | 70 %   |
| PC Jeux                           | FR   | 82 %   |
| Compilations de notes             |      |        |
| Metacritic                        | US   | 80 %   |
| GameRankings                      | US   | 81.3 % |